# Liste der Bodendenkmale in Reinhardtsdorf-Schöna
In der Liste der Bodendenkmale in Reinhardtsdorf-Schöna sind die Bodendenkmale der Gemeinde Reinhardtsdorf-Schöna und ihrer Ortsteile nach dem Stand der Auflistung von Harald Quietzsch und Heinz Jacob aus dem Jahr 1982 aufgelistet. Eventuelle Änderungen und Ergänzungen, insbesondere aus der Zeit nach der Wende, sind nicht berücksichtigt, da für Sachsen aktuell keine neueren allgemein zugänglichen Bodendenkmallisten vorliegen. Die Baudenkmale sind in der Liste der Kulturdenkmale in Reinhardtsdorf-Schöna aufgeführt.
| Denkmal-ID | Fundart           | Ortsteil       | Bezeichnung             | Zeitstellung | Lage | Bemerkungen                                                               | Bild |
| ---------- | ----------------- | -------------- | ----------------------- | ------------ | --- | ------------------------------------------------------------------------- | ---- |
| ?          | besonderer Stein  | Reinhardtsdorf | Steinkreuz „Murrestein“ | Neuzeit      | weit südwestlich des Orts, südwestlich des Großen Zschirnsteins, Forstabteilung 19                       | Initialen und Jahreszahl 1653 eingemeißelt, Schutz seit 3. Juli 1972      |      |
| ?          | Produktionsstätte | Reinhardtsdorf | Produktionsstätte       | Neuzeit      | südlich des Orts, östlich des Großen Zschirnsteins, nordöstlicher Winkel zwischen Wiesenweg und Marktweg | wüst gefallene Industriesiedlung mit Pechöfen, Hausgrundrissen und Halden |      |